# Jacques de Duve

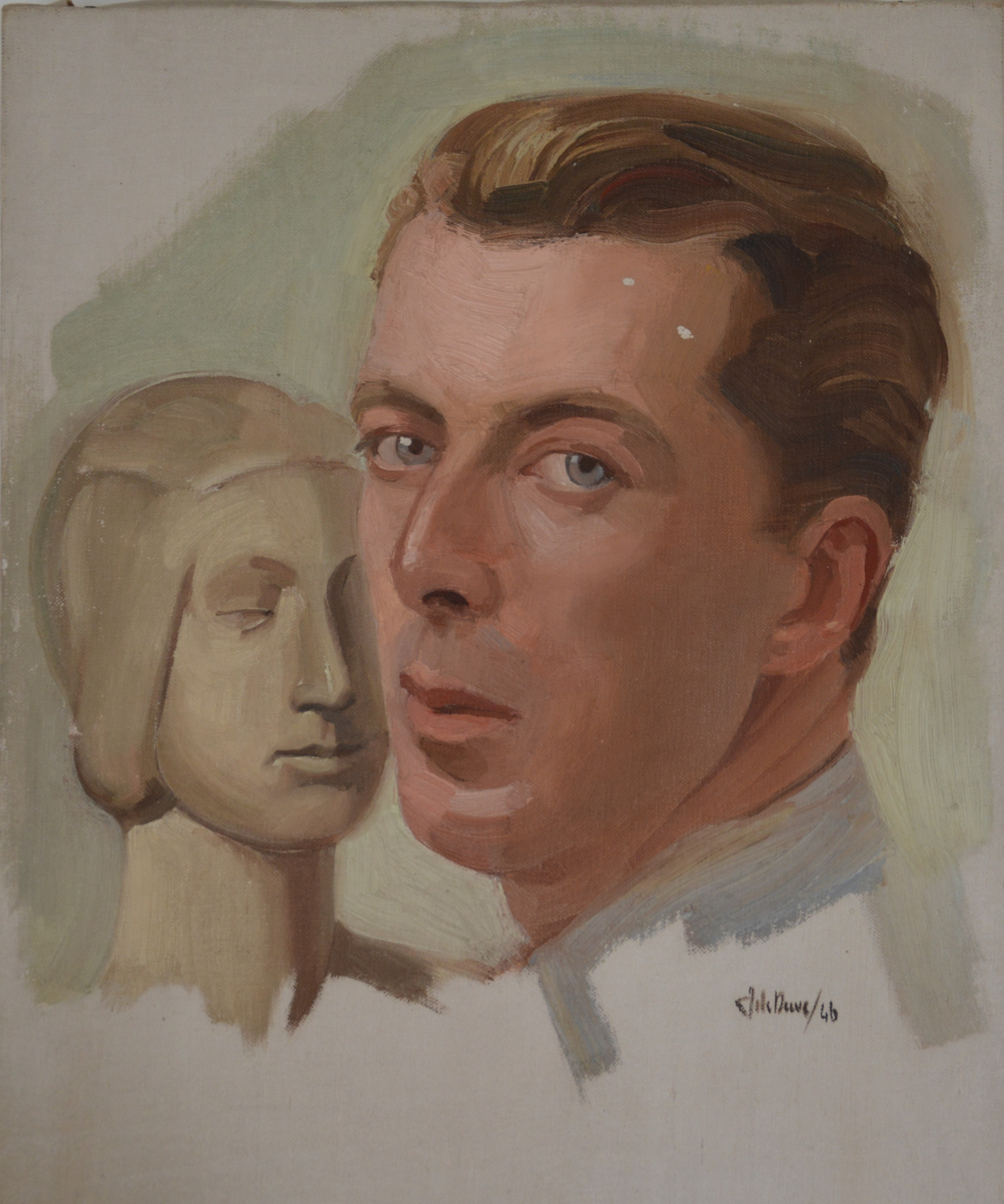
Jacques de Duve, zelfportret

Jonkheer Jacques Emile Marie Joseph de Duve (Antwerpen, 18 juli 1911 – Linkebeek, 12 juni 1978) was een Belgische patriot en spion tijdens de Tweede Wereldoorlog. Hij was tevens kunstschilder en zakenman, en behoorde tot de adellijke familie de Duve.

## Biografie
De ouders van Jacques de Duve waren immobiliënmakelaar Alphonse de Duve (Antwerpen, 1883 - Antwerpen, 1961) en Madeleine Pungs (Scherpenheuvel, 1884 - Etterbeek, 1977), dochter van een Duitse vader en een Belgische moeder. Het echtpaar kreeg zeven kinderen, van wie Jacques de derde was. Een van zijn broers was Nobelprijswinnaar Christian de Duve. Ten tijde van de Duitse inval van 1914 emigreerde de familie naar Engeland. Jacques keerde in 1922 naar België terug, twee jaar na zijn ouders. Aan het einde van zijn schooljaren, werd hij onmiddellijk aangeworven bij de Antwerpse afdeling van scheepsverzekeraar Bunge.
In 1937 trouwde hij in Antwerpen met Beatrix Lindsay Thomson (New York, 1915 - Ukkel, 2000), kleindochter van een Engelse industrieel, kolonel Benjamin Lindsay Thomson en dochter van Arthur Lindsay Thomson en Beatrix Robbins.
In mei 1940, kort voor de Belgische capitulatie, vluchtte Beatrix de Duve naar haar familie in Engeland. Ze werd privésecretaresse van P.H. Spaak in Londen (vanaf 1942) en was ook secretaris voor kleine naties op de vredesconferentie (1946-1947) in Parijs. Jacques de Duve bevond zich in het zuiden van Frankrijk en werd door de firma Bunge naar Bordeaux gestuurd om er gedurende meer dan een jaar de belangen van het bedrijf te beheren. Daar deed hij twee vergeefse pogingen om Engeland via Spanje te bereiken. Bij zijn terugkeer in Antwerpen nam hij ontslag bij Bunge, om zich geheel aan de schilderkunst te wijden.

## Tweede Wereldoorlog
In 1943 stelde Friedrich Pungs, een oom van moederszijde van Jacques de Duve, hem voor om belangrijke militaire inlichtingen naar Engeland te brengen, waaronder de recente beslissing van Hitler om 's werelds eerste vaste basis te bouwen voor de montage en lancering van ballistische raketten (de V2's), nu bekend als "La Coupole". Om hem zoveel mogelijk informatie te bezorgen en zijn ontsnapping te vergemakkelijken, werd hij binnen de Abwehr aangeworven via een jeugdvriend van Friedrich Pungs, Werner Ackermann, die aan het hoofd stond van de Abwehr-Marine in Antwerpen. Beiden waren Duitse reserveofficieren, allebei geboren in Antwerpen en tegenstanders van het nazisme. Friedrich Pungs werkte in de organisatie Todt. Hij huwde Elisabeth Taaks, weduwe van Arthur Scherbius, de uitvinder van de codeermachine Enigma. Als actieve tegenstander van het nazisme zat zij sinds 1941 in Berlijn gevangen. Verschillende van haar medestanders werden terechtgesteld. Zij stierf kort na de Duitse capitulatie zonder haar man terug te zien.
De Duve vertrok op 12 november 1943 vanuit Antwerpen per trein naar Parijs. In december passeerde hij de grens met Spanje, en op 13 december 1943 overhandigde hij aan de Britse consul in Barcelona alle inlichtingen die hij had vergaard, met inbegrip van alles wat hij te weten was gekomen over de werking van de Abwehr in België en Frankrijk. In maart 1944, vier maanden nadat Jacques de Duve de Britten had gewaarschuwd, voegden de geallieerden La Coupole bij hun doelwitten voor de Operatie Crossbow.
Via Madrid en Gibraltar kwam De Duve op 30 januari 1944 aan in Engeland. Bij zijn aankomst werd hij door de Engelse geheime dienst niet geloofd en integendeel ervan verdacht een Duitse agent te zijn. Hij werd gearresteerd en zonder vorm van proces twaalf maanden lang geïnterneerd in Latchmere House, een geheime MI5-gevangenis bij Londen. Zijn echtgenote, die privé-secretaris was geworden van Paul-Henri Spaak, minister van Buitenlandse Zaken van de Belgische regering in ballingschap, vernam niets meer van haar man tot aan de bevrijding van België. Over de motieven van De Duve bleek eerst geen helderheid te bestaan, en het vermoeden werd geuit dat hij een dubbelspion zou geweest zijn. Deze zienswijze bleek nochtans onjuist, zoals door de uitspraken van de militaire rechtbank en door de vereremerking van De Duve werd bevestigd. 
In januari 1945 werd hij namelijk aan België uitgeleverd en zat hij vier maanden gevangen in Brussel. Na grondig onderzoek en het horen van getuigen, stelde het militaire auditoraat hem definitief buiten vervolging en hij werd hij onderscheiden met het Kruis der Ontsnapten. Twee van zijn jongere broers, Pierre en Daniel de Duve werden eveneens vereremerkt voor daden van verzet.

## Na de oorlog
Na de oorlog hervatte het echtpaar het echtelijke leven en kregen ze twee zoons en een dochter. De Duve hernam zijn activiteiten als kunstschilder. Hij ging in Italië studeren aan de Academia Belgica in Rome en op Sicilië. Hij nam deel aan tentoonstellingen in België, Italië en de Verenigde Staten.
Na enkele jaren stopte De Duve  met schilderen en werd hij in Brussel door D'Ieteren aangeworven als verantwoordelijke voor de ontwikkeling van een scooter die in 1949 door Vincent Piatti was ontworpen. Daarna werkte De Duve in het immobiliënkantoor van zijn vader, alvorens als zelfstandige te starten in het kantoorvastgoed in Brussel. Hij was het die de eerste Engelse investeerders aantrok.
Tot het einde van zijn leven bleef hij diep anglofiel.

## Familie
De familie de Duve stamt af van een oude Duitse familie die in 1767 door Jozef II, keizer van het Heilige Roomse Rijk, in de adelstand werd verheven. Ze verfranste haar naam tot “de Duve” en werd in 1858 in de Belgische adelstand erkend.
Alphonse en Madeleine de Duve, de ouders van Jacques de Duve, hadden zeven kinderen:
- Madeleine (1907-1913), die op jonge leeftijd door een ongeluk om het leven kwam;
- Antoine (1908-1992), overleden zonder nakomelingen;
- Jacques (1911-1978), Kruis der Ontsnapten, getrouwd met Beatrix Lindsay Thomson. Zij kregen drie kinderen;
- Madeleine (1914-1982), overleden zonder nakomelingen;
- Christian (1917-2013), burggraaf de Duve, Nobelprijs voor geneeskunde 1974, gehuwd met Ninon Herman. Zij kregen vier kinderen;
- Pierre (1921-2014), Oorlogsvrijwilliger, medaille van het Verzet, medaille voor Krijgsgevangenen, Herinneringsmedaille 1940-1945, trouwde met Marie-Antoinette Le Boulangé. Zij kregen vier kinderen;
- Daniel (°1924), Medaille voor Werkweigeraars, Medaille Gedeporteerde voor Dwangarbeid, huwde Françoise Terlinden. Zij hadden zeven kinderen.